# Boulevard Louis-Loucheur
Le boulevard Louis-Loucher est une voie de communication située à la limite de Saint-Cloud, et de Suresnes, dans les Hauts-de-Seine.

## Situation et accès

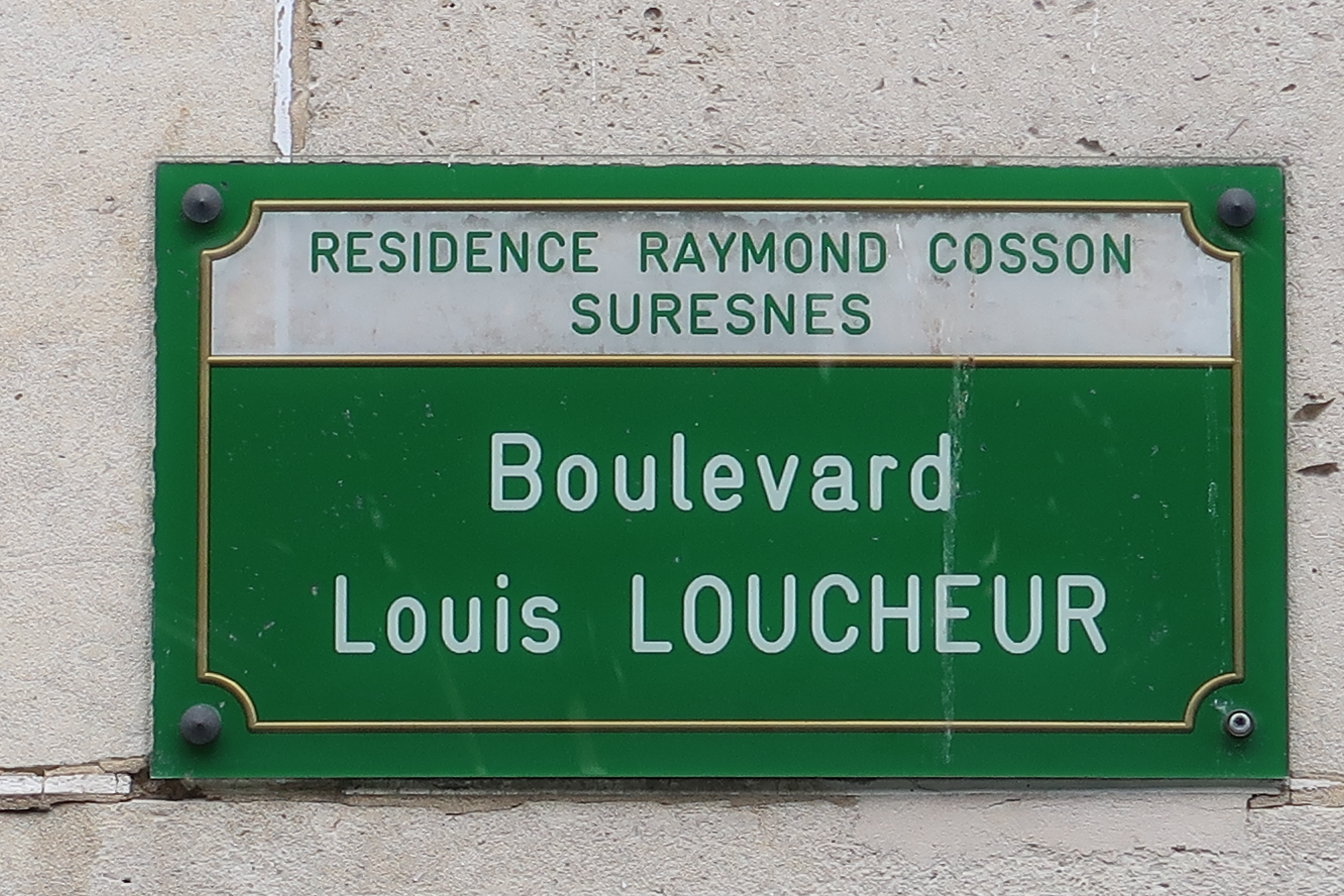
Plaque du boulevard.

Le boulevard commence carrefour de la Croix-du-Roy et se termine à l'intersection du boulevard Henri-Sellier, de la rue du Val-d'Or (côté Suresnes), de la rue du Mont-Valérien et du boulevard de la République (côté Saint-Cloud).
Il est desservi par la gare du Val d'Or, sur la ligne de Paris-Saint-Lazare à Versailles-Rive-Droite.

## Origine du nom
Il porte le nom de l'industriel et homme politique Louis Loucheur (1872-1931), investi sur le sujet du logement et à l'origine d'une loi dont bénéficièrent de nombreux Suresnois.

## Historique
En 1855, la voie est mentionnée comme faisant partie du chemin de la Procession. En 1909, elle est renommée rue Rossel, en hommage au militaire et communard Louis Rossel. En 1929, elle est brièvement intégrée au boulevard Washington (qui à l'époque allait jusqu'au carrefour de la Croix-du-Roy) puis prend sa dénomination actuelle en 1932.
Elle se trouvait sur le tracé de la ligne de tramway Val d'Or—Rueil-Docks, créée en 1918.

## Bâtiments remarquables et lieux de mémoire
- Immeuble de bureaux « Tripode »[6], construit dans les années 1970[7], ancien siège des ciments Lafarge[8], aujourd'hui de la société Elis[9].